# Prégent Brillet de Villemorge
Pour les articles homonymes, voir Brillet.
Prégent Brillet de Villemorge ou Brillet de Villemorge, né le 29 septembre 1770 à Angers, mort le 18 décembre 1836 à Angers, chevalier de Villemorge et seigneur du Ménil, officier de l'armée royale, député et maire d'Angers.

## Biographie

### Sous l'ancien régime
Prégent Brillet de Villemorge naquit à Angers le 9 novembre 1770. Son père, Jacques-Prégent Brillet seigneur de Villemorge, né en 1724, est capitaine au régiment de l'infanterie royale. Il a un frère, né en 1772, René Brillet de Villemorge qui suit également une carrière militaire à l'école royale militaire de Vendôme.
Il devient sous-lieutenant au régiment Colonel-Général du prince de Condé, ce dernier étant colonel général de l'infanterie de Louis XVI.

### La Révolution
Lors de la Révolution française, comme d'autres nobles, le prince de Condé émigre à l'étranger.
En 1791, Brillet de Villemorge émigre à son tour.
En 1792, il fait campagne dans l’armée du prince de Condé jusqu’en 1797. Il rentre en France en 1800 dans son village de Challain-la-Potherie en Anjou où il est propriétaire du château du Ménil à Challain-la-Potherie. Il devient aussitôt maire de Challain-la-Potherie, mais démissionne en thermidor an IX (août 1801). Le 3 août 1803, il épouse Marie-Jeanne Picot dont il a trois enfants.

### Le Consulat et l'Empire
Il est de nouveau maire de ce bourg le 2 janvier 1808 jusqu’au 7 avril 1815.
En 1808, il est nommé par décret conseiller général du département de Maine-et-Loire.
En 1815, pendant les Cent-Jours, Prégent Brillet de Villemorge reprend les armes au côté des Vendéens qui se soulèvent de nouveau pendant la Terreur blanche. Il devient le chef d’état-major du comte Charles Marie de Beaumont d'Autichamp. 

### La Restauration
En 1816, le roi Louis XVIII le nomme maire d’Angers par ordonnance royale le 17 juillet 1816. Il est reconduit dans cette fonction en 1821 et 1826. Pendant ses mandats, il soutient la Cour royale menacée de suppression. 
Villemorge inaugure une nouvelle mairie dans l’ancien collège d’Anjou en présence de la duchesse d'Angoulême, Marie-Thérèse de France, fille aînée de Louis XVI et de Marie-Antoinette d’Autriche.  
Le 9 juillet 1821, il pose la première pierre du  futur théâtre d’Angers ; il fait réaliser de  nouveaux boulevards ainsi que la rue des Lices.
Louis XVIII le nomme chef de bataillon honoraire et l'élève au grade de chevalier de l'Ordre royal et militaire de Saint-Louis. Il est également décoré de la Légion d'honneur. 
En 1824, Brillet de Villemorge est élu député à l’Assemblée nationale.
Le 29 mai 1825, il représente la ville d'Angers, lors du Sacre de Charles X de France dans la cathédrale de Reims.
Il est réélu député en 1830 mais  démissionna après les journées révolutionnaires des Trois Glorieuses de juillet 1830.

## Sources
- « Prégent Brillet de Villemorge », dans Adolphe Robert et Gaston Cougny, Dictionnaire des parlementaires français, Edgar Bourloton, 1889-1891 [détail de l’édition]

1. ↑  Jean Baptiste Pierre Jullien de Courcelles, Histoire généalogique et héraldique des pairs de France, 1822
2. ↑  http://www.odile-halbert.com/Paroisse/Lesperonniere1/Lesperonniere-Challain.pdf
3. ↑  Blordier-Langlois, Angers et le département de Maine et Loire de 1787 à 1830 Editions Victor Pavie, Angers : 1837
4. ↑  Jean Jérôme Achille, Relation complète du sacre de Charles X, Ed. Darmaing : 1825
5. ↑  « Service Temporarily Unavailable », sur angers.fr via Wikiwix (consulté le 29 juin 2023).